# スティーヴ・マリオット
スティーヴ・マリオット（Steve Marriott、1947年1月30日 - 1991年4月20日）は、イングランドのロック・ミュージシャン。ボーカリスト、ギタリスト、ソングライター。1965年から1969年までスモール・フェイセス、1969年から1975年までハンブル・パイに在籍し、その後はソロで精力的に活動した。
その独自の歌唱方法は、後のブリティッシュ・ロック・シーンに多大なる影響を与えた。

## 概要
1960年から1970年代にかけてブリティッシュ・ロック及びブリティッシュ・ソウルの最良のボーカリストの一人として広く賞賛され、多くのフォロワーを生み出した。身長162cmと小柄ながら、R&Bに敬意を払ったソウルフルで迫力のある歌唱力を持つ。
ブラックミュージックにロック的解釈を施したカバーも多く手がけ、特にレイ・チャールズの「アイ・ドント・ニード・ノー・ドクター」を、ハンブル・パイ時代から晩年まで必ずコンサートのセット・リストに入れていた。
ソングライター、ギタリストとしても高い評価を得ている。

## 経歴

### 子役時代
幼少時から子役として舞台で活躍し、イアン・カーマイケルと『オリバー!』に出演した。
10代初期には2本の映画に出演し、その1本ではピーター・セラーズと共演した。

### 音楽活動初期
子役時代に『オリバー!』で既にレコードを出していたが、ソロ作品を経て、モーメンツ（The Moments）にリード・ボーカルとして参加。モーメンツはキンクスのカバー「ユー・リアリー・ガット・ミー」を発表したが、ヒットは結びつかず、挫折して解散。
以下はマリオット中心の記述であるので、各バンドの詳細な活動についてはリンク先を参照のこと。

### スモール・フェイセス
マリオットはロンドンの楽器屋で働き、そこでロニー・レーンらと出会って1965年にスモール・フェイセスを結成。長きにわたる本格的な音楽活動のスタートを切った。
スモール・フェイセスは、1960年代後半のイギリスで最も成功したポップ・グループの一つである。マリオットは自作やベーシストのレーンとの共作で、「オール・オア・ナッシング」「イチクー・パーク」「レイジー・サンデー」「ティン・ソルジャー」といったヒット曲を出した。しかし、グループがティーンエイジャーのポップグループとして人気が高まったことと、アメリカ市場で成功できなかったことに不満を感じて、1969年、ライブを途中で放棄し突然グループを脱退した。

### ハンブル・パイ
スモール・フェイセス脱退直後、ギタリストのピーター・フランプトン（元ザ・ハード）、ドラマーのジェリー・シャーリー、ベーシストのグレッグ・リドリー（元スプーキー・トゥース）とハンブル・パイを結成する。よく勘違いされるが、結成のきっかけはマリオットではなくフランプトンの呼びかけだった。

#### 初期
彼等はエセックスのマリオットの自宅でのリハーサルを行なった後、スモール・フェイセスが1967年2月に契約を結んだアンドリュー・ルーグ・オールダムのイミディエイト・レコードから、ファースト・アルバム『アズ・セイフ・アズ・イエスタデイ・イズ』を発表した。同時期に発表されたマリオット作の「あいつ」は、イギリスでトップ5を記録するヒットになった。
しかし彼等は、最初のアメリカ・ツアー終了後に帰国すると、イミディエイト・レーベルの破産に遭遇する。取締役の1人が会社の利益の多くを不正に横領していたことが、後に判明した。マリオットは自らの作品に関する権利を30年以上同社に保有されていたにもかかわらず、生前に印税収入を得ることはほとんど無かった。
彼等はA&Mレコードと契約し、1970年7月にアルバム『大地と海の歌』を発表。

#### 後期
彼等は1971年5月28日と29日にニューヨークのフィルモア・イーストでコンサートを行ない、その音源を収録したアルバム『パフォーマンス〜ロッキン・ザ・フィルモア』を同年11月に発表。火が出るように熱く、ヘヴィかつブラック・ソウルあふれる演奏を収めたアルバムは、瞬く間に傑作としての評価を手にする。一方、フランプトンはアルバムの発表前にグループを脱退した。
以降、ハンブル・パイはアルバムごとにマリオット色を強めていったが、メンバーが連続するツアー生活で疲弊を重ねた結果、1975年をもって解散状態に陥った。

### スモール・フェイセス再結成
マリオットは「イチクー・パーク」のリバイバル・ヒットにより、レーン以外のメンバーとスモール・フェイセスを再結成した。2枚のアルバムを発表して解散。

### 1980年代
新生ハンブル・パイを結成するが、2枚のオリジナル・アルバムを残して活動停止。
その後はソロ名義や、「パケット・オブ・スリー（Packet of Three）」「ザ・ネクスト・バンド（The Next Band）」といったバンドを従え、小規模の会場やパブを中心に年間250日に達する年もあったといわれるほどの精力的なライブ活動を続けた。

### 1990年代
フランプトンと再会。時を経てお互いを認め合い、意気投合して2人で活動を再開する計画を立てたが実現しなかった。
1991年4月20日、海外旅行からエセックスの自宅に帰宅して就寝中、寝タバコが原因の火災で焼死。享年44歳。

## 人物・エピソード
- 彼の飼い犬シーマスの鳴き声は、スモール・フェイセスの「ユニヴァーサル」やピンク・フロイドの「シーマスのブルース」[注釈 2]に使用されている。
- 彼が1970年代にエセックスに購入した大きな別荘は、1980年代にイギリスのテレビシリーズ『ラヴジョイ』のタイトルバックに登場した。
- ポール・ウェラーは彼の大ファンで、ザ・ジャム時代には何度もテープを送りつけて来たらしいが、彼は一度もそれを聴くことはなかった。
- キース・リチャーズはミック・テイラー脱退後、彼をギタリストとしてローリング・ストーンズに迎え入れたいという希望をメンバーに伝えたが、ミック・ジャガーの猛烈な反対に遭ってしまう。
- レッド・ツェッペリンのロバート・プラントは、一時期彼の追っかけをしていた。「スティーヴ・マリオットになりたい」と羨ましがっていたほどである。ブルーズにおける歌唱法にも強く影響され、特に「胸いっぱいの愛を」に顕著なように、プラントの初期の歌唱法には多くの類似性が認められる。

## ディスコグラフィ

### ソロ・アルバム
- 『マリオット』 - Marriott (1976年)
- 『30セカンズ・トゥ・ミッドナイト』 - 30 Seconds To Midnight (1989年)
- Dingwalls 6.7.84 (1991年) ※ライブ
- All Or Nothing – Live (1998年) ※ライブ
- Afterglow (2000年) ※コンピレーション
- Signed Sealed (2003年) ※コンピレーション
- 『レイニー・チェンジズ』 - Rainy Changes (2005年) ※レア・トラック集
- Tin Soldier (2006年) ※コンピレーション
- Live at Dingwalls/Voice Of Humple Pie (2001年) ※ライブ
- 『ザ・ファイナル・パフォーマンス』 - All Or Nuffin - The Final Performance (2008年) ※ライブ
- Lend Us A Quid (2010年) ※ライブ
- 『アイ・ニード・ユア・ラヴ』 - I Need Your Love ... (Like A Fish Needs A Raincoat) (2013年) ※コンピレーション
- 『ミッドナイト・オブ・マイ・ライフ』 - Midnight Of My Life (2015年) ※コンピレーション

### スティーヴ・マリオッツ・パケット・オブ・スリー
- 『パケット・オブ・スリー』 - Packet Of Three Live (1984年) ※旧邦題『ライヴ'84』
- Live At The George Robey 23.10.85 (1996年) ※ライブ

### スティーヴ・マリオッツ・スクルバーズ
- 『スクルバーズ』 - Steve Marriott’s Scrubbers (1992年)

### スティーヴ・マリオッツ・オール・スターズ
- Clear Through The Night (1999年)
- 『ワム・バム』 - Wham Bam (2007年)

### スティーヴ・マリオット&オフィシャル・レシーヴァーズ
- 『オフィシャル・レシーヴァーズ』 - Steve Marriott And Official Receivers (1999年)
- 『サム・カインド・オブ・ワンダフル』 - Some Kind of Wonderful (2006年)

### スティーヴ・マリオット&ザ・ネクスト・バンド
- Live In Germany 1985 (2000年) ※ライブ

### スティーヴ・マリオット&ロニー・レイン
- 『マジック・ミジッツ』 - The Legendary Majik Mijits (2000年)

### スティーヴ・マリオット&ザ・D.T.s
- 『シング・ザ・ブルース:ライヴ1988』 - Sing The Blues - Live 1988 (2001年) ※ライブ